# Everett R. Clinchy

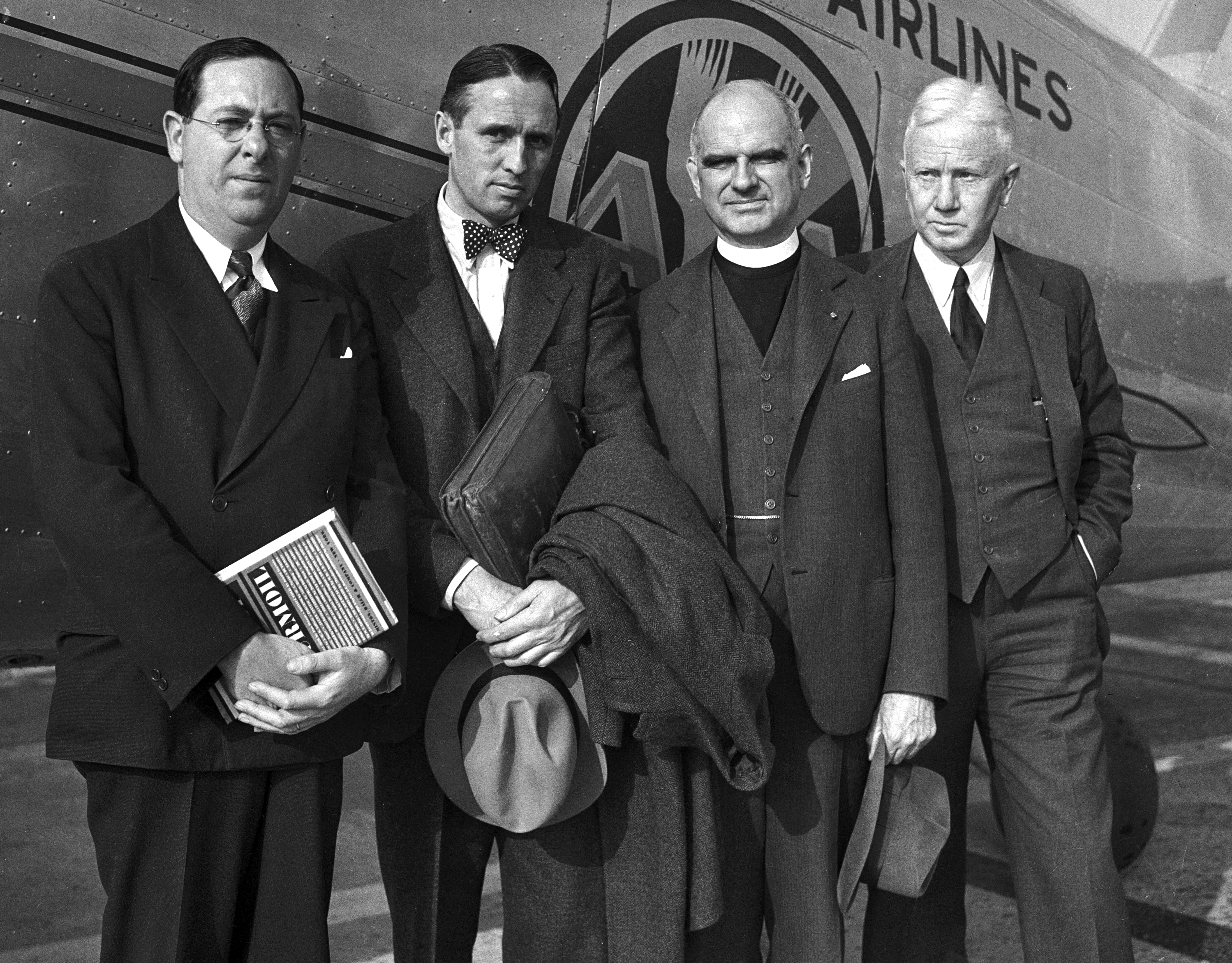
Everett R. Clinchy (rechts) mit Edgar F. Magnin, W. Bertrand Stevens und Thomas S. Evans (1935)

Everett Ross Clinchy (* 16. Dezember 1896 in New York City; † 22. Januar 1986 in Guilford) war ein US-amerikanischer Theologe sowie Begründer und Präsident der amerikanischen National Conference of Christians and Jews (NCCJ).

## Leben und Werk
Clinchy studierte an der Wesleyan University und erwarb einen Bachelor of Science am Lafayette College sowie einen Masterabschluss in Soziologie an der Columbia University, darauf studierte er Theologie am Union Theological Seminary und an der Yale University, sein Doktorat in Erziehungswissenschaften erwarb er 1934 an der Drew University. Als Geistlicher gehörte zur Presbyterianischen Kirche. 1928 gründete er mit Charles Evans Hughes und führenden Pädagogen die National Conference, „to promote justice, amity, understanding and cooperation among Protestants, Catholics and Jews, and to analyze, moderate and finally eliminate intergroup prejudices which disfigure and distort religious, business, social and political relations“.

### Konferenz von Seelisberg und ICCJ
1947 nahm er führend an der Konferenz von Seelisberg teil, die sich gegen den christlichen Antijudaismus richtete. Antisemitismus wurde als „Sünde wider Gott und die Menschheit“ eingeschätzt, aber auch als Gefahr für die „moderne Kultur“. Damit waren auch nichtreligiöse Menschen angesprochen. Antisemitische Maßnahmen sollten vor allem in der Bildung und über die UNO erfolgen. Die Konferenz unterstützte auch das Existenzrecht eines jüdischen Staates, problematisch blieb aber für die jüdischen Teilnehmer die unklare Haltung zur obligatorischen Judenmission. Immerhin brachten die Zehn Thesen von Seelisberg einen Neuansatz für die christlichen Kirchen. Anschließend bereiste Clinchy intensiv viele Länder Europas, zuerst Deutschland, wo er General Lucius Clay aufsuchte, der seiner antisemitischen Bewegung als Teil der amerikanischen Reeducation zustimmte, dann in Italien auch Papst Pius XII. Clinchy hob seine Organisation auf ein internationales Niveau, den International Council of Christians and Jews (ICCJ), der aber in vielen Ländern auf Ablehnung stieß, weil man im eigenen Antisemitismus kein Problem sehen wollte. Auch fragten viele nichtreligiöse Sympathisanten, ob dahinter ein letztlich religiöser Zweck stand. In Deutschland übernahm der US-Pfarrer Carl F. Zietlow die regionale Führung und förderte zuerst die Einrichtung der Gesellschaft für christlich-jüdische Zusammenarbeit München. 1948 folgte eine ähnliche Gruppe in Paris, in Italien fanden mehrere Wochen der Brüderlichkeit statt. In der Schweiz folgte am 21. bis 28. Juli 1948 die Fribourg-Konferenz mit einer ersten Schulung von Pädagogen in der intergroup education. Hier betonte Clinchy die antikommunistische Stoßrichtung der Arbeit, sprach von einem „Kampf der Kulturen“.

### World Brotherhood
Schließlich gründete Clinchy 1950 mit Adlai E. Stevenson, dem Filippino Carlos P. Rómulo, der Inderin Vijaya Lakshmi Pandit und dem belgischen Außenminister Paul-Henri Spaak die World Brotherhood im UNESCO-Haus in Paris. Sie setzte auch nach dem amerikanischen Vorbild seit 1934 auf die Durchführung einer Woche der Brüderlichkeit in den Ländern. Die neue Organisation mit strikt antikommunistischer Ausrichtung geriet in Deutschland in Konkurrenz zum Deutschen Koordinierungsrat, der auch in der Versöhnung Richtung Osten eine Perspektive sah. 1958 übernahm er die Präsidentschaft im World Brotherhood, die allerdings in den 1960er Jahren keine Bedeutung mehr hatte. 1963 schufen seine Frau und er das Institute on Man and Science in Rensselaerville / New York als ein Veranstaltungsforum. 1972 zog er sich zurück in der Überzeugung, „in a democracy, all forms of religious belief and cultural tradition must be regarded as personal traits which enrich a nation“. Das Anwesen gehört seit 2012 dem Carey Institute for Global Good.
Er erhielt mehrere Ehrendoktorate.

## Schriften
- Handbuch für menschliche Beziehungen. Bad Nauheim 1952.
- The Strange Case of Herr Hitler. New York 1933, Neuauflage 2010, ISBN 978-1163161326.

## Einzelbelege
1. ↑  Jehoschua Ahrens: Gemeinsam gegen Antisemitismus - Die Konferenz von Seelisberg (1947) revisited: Die Entstehung des institutionellen jüdisch-christlichen Dialogs in der Schweiz und in Kontinentaleuropa. LIT Verlag Münster, 2020, ISBN 978-3-643-14609-0 (google.de [abgerufen am 23. August 2020]).
2. ↑  Esther Braunwarth: Interkulturelle Kooperation in Deutschland am Beispiel der Gesellschaften für christlich-jüdische Zusammenarbeit. Herbert Utz Verlag, 2011, ISBN 978-3-8316-4087-4 (google.de [abgerufen am 24. August 2020]).
3. ↑  History - Carey Institute for Global Good. In: careyinstitute.org. Abgerufen am 24. August 2020 (amerikanisches Englisch).

| Personendaten    | Personendaten                                                |
| ---------------- | ------------------------------------------------------------ |
| NAME             | Clinchy, Everett R.                                          |
| ALTERNATIVNAMEN  | Clinchy, Everett Ross                                        |
| KURZBESCHREIBUNG | US-amerikanischer Aktivist der interreligiösen Verständigung |
| GEBURTSDATUM     | 16. Dezember 1896                                            |
| GEBURTSORT       | New York City                                                |
| STERBEDATUM      | 22. Januar 1986                                              |
| STERBEORT        | Guilford (Connecticut)                                       |